# 张中如
张中如（1919年—2019年9月12日），男，山西原平人，中国人民解放军少将。

## 生平
1919年出生於山西省原平县。1937年七七事变后中断高中学业，在战动总会游击支队、续范亭的山西新军暂编第一师36团、工人武装自卫旅任中队长、连长等职，加入中国共产党。。
1942年在八路军晋绥军区第八军分区第21团（团长张新华）任第一营代理营长，同时任该地区对敌斗争领导小组副组长，组长华国锋。1943年3月中旬带领一个多连在日军前往文水县途径的榆树村沟口山上设伏。战斗中用望远镜观察敌情后准备命令部队转移时，右胸中弹大失血休克。子弹穿透胸部时，火药连同棉衣中的旧棉花、断裂的肋骨碎片一起滞留在胸腔无法排除，导致严重胸腔化脓感染，持续高烧、昏迷、咳脓、水米难咽、无法睡眠，瘦得皮包骨头。1943年4月八路军的德国籍军医汉斯·米勒从太行根据地回延安途径晋绥八分区，没有任何麻醉情况下，为张中如做了胸部清创手术，从左侧后背子弹出口处切开，清除了碎骨和腐肉，并插入导管排脓，并嘱咐“要尽快买个排球或篮球球胆，用吹球胆的办法帮助胸腔排脓。没有球胆前先用吹小铜号代替。”1943年5月初从八分区前沿的芝兰村用担架抬了200华里到贺家川的晋绥军区后方医院。在后方医院没有麻醉情况下，先后做了七次开胸扩创手术，第二、四、六次手术切掉了左胸第九、十、十一根肋骨，排脓管越换越粗、越插越深，创面越来越大，严重的褥疮。左肺反复化脓感染和手术坏死萎缩、失去功能，只能靠严重肺气肿的右肺呼吸，心脏和气管被挤歪，导致左胸塌下，右胸明显隆起，胸椎骨偏移侧弯，从次仅靠右肺呼吸。在后方医院治疗晋绥军区司令部参谋、朱德总司令的儿子朱琦因脚部负伤住院驻双拐后来留有残疾，以自己曲折的成长经历开导重伤病折磨下的张中如。1944年5月底张中如重伤一年多仍无好转的迹象，被转送大后方的延安白求恩国际和平医院。为其准备了一副有四条短腿方便抬放的担架，与晋绥分局社会部部长周怡、张玉琴夫妇和其11岁的女儿小林同行。沿途派出民工每天轮换着抬担架。到达延安白求恩国际和平医院后，逐渐开始痊愈。医生判断是20多天在担架上的山路上下颠簸、左右摇摆，使残留在胸腔的脓液全部排净而自愈。这时卧床一年多的张中如全身肌肉萎缩，软得像棉花，后脑勺、双肩部、双胯部、双足跟的七处大褥疮，逐渐学着坐稳、站立、走路。1945年2月褥疮基本愈合，除了腰不能转外，可以手执拐棍慢慢行走，被安置到陕甘宁晋绥联防军干部休养所休养。
抗战胜利后，身体基本恢复，被任命为晋绥军区司令部作战科科长。
建国后，任国防部外事局政委、河南省军区政委。1953年，任中央军委外国语文学校校長。总参二部政委。1982年1月任总参谋部二部部长。
1964年，晋升为少将军衔。